# Pierre Vallières
Pierre Vallières (* 22. Februar 1938 in Montréal; † 23. Dezember 1998 ebenda) war ein kanadischer politischer Aktivist und mit Charles Gagnon einer der geistigen Väter der nach der Stillen Revolution in Québec 1960 entstandenen Separatisten-Bewegung Front de libération du Québec (FLQ).
Er erlangte als Journalist und Schriftsteller internationale Bekanntheit, unter anderem mit Nègres blancs d’Amérique, einer historischen Dokumentation mit marxistischer Polemik und einer Solidarisierung mit diskriminierten Afroamerikanern in den USA. Vallières demonstrierte mit einem Hungerstreik vor der UNO 1966 gegen die Zustände in Québec. Dies brachte ihm als Mitglied der FLQ vier Jahre Gefängnis ein. Vallières forderte damals den bewaffneten Kampf zum globalen Aufstand der Arbeiterklasse. Bald nach der Oktoberkrise kehrte er 1971 nach Montréal zurück, deklarierte seinen Verzicht auf den militanten Kampf und trat in die Parti Québécois ein.